# Михайло Кабалюк
Михайло Кабалюк, уродженець закарпатської Гуцульщини (правдоподібно Ясіні).
У 1940 р. емігрував до СРСР, де за нелегальний перехід кордону був засуджений на каторжні роботи в Сибіру.
У Бузулуку вступив у Чехо-словацький армійський корпус і з боями через Київ, Білу Церкву, Дуклянський перевал, Пряшів, Жіліну дійшов до Праги, зазнавши чотири поранення і здобувши кілька нагород.
До відходу на пенсію служив офіцером Чехо-словацької армії.

## Публіцистична діяльність
Автор праці «Гуцульська Республіка».